# 優雅狸藻
優雅狸藻（學名：Utricularia delicatula）為狸藻属陸生食虫植物，並且是紐西蘭唯一的特有種。其种加词“delicatula”来源于拉丁文“delicatus”，意为“讨人喜欢的”，指其小型的花朵。優雅狸藻分布範圍狹小，仅發現於北島懷卡托和北地大区的低海拔地区（200米以下），但也可发现于东部的查塔姆岛。